# Липп, Отто-Роберт
Отто-Роберт Липп (эст. Otto-Robert Lipp; 2 декабря 2000, Таллин) — эстонский футболист, правый полузащитник.

## Биография
Воспитанник футбольной школы Андреса Опера и клуба «Флора» (Таллин). С 2016 года начал играть на взрослом уровне за резервную команду «Флоры» в первой лиге Эстонии. Становился вице-чемпионом первой лиги в 2016 и 2018 годах, а в 2018 году также стал седьмым бомбардиром турнира (13 голов в 17 матчах).
В 2019 году перешёл в «Курессааре». Дебютный матч в высшей лиге Эстонии сыграл 31 марта 2019 года против «Тулевика», заменив на 55-й минуте Маарека Суурсаара. Свой первый гол забил 3 августа 2019 года в ворота «Нымме Калью». В 2020—2021 годах пропустил много игрового времени из-за травм. 6 ноября 2021 года сделал свой первый хет-трик в высшей лиге, в матче против «Вапруса» (4:0). 24 октября 2021 года сделал «дубль» в матче против «Флоры» (2:2), один из его голов в этом матче был признан лучшим голом сезона. Признан лучшим игроком «Курессааре» сезона 2021 года в голосовании фанатов.
В начале 2022 года вернулся в «Флору», но сыграл на старте сезона только один матч за резервную команду и был отдан в аренду на сезон в «Курессааре».
Выступал за молодёжную сборную Эстонии, провёл 4 матча.